# جاستن بلالوك
جاستن بلالوك (بالإنجليزية: Justin Blalock)‏ هو لاعب كرة قدم أمريكية أمريكي، ولد في 20 ديسمبر 1983 في دالاس في الولايات المتحدة.

## وصلات خارجية
- جاستن بلالوك على موقع مرجع كرة القدم المحترفة.كوم (الإنجليزية)